# 威廉·戈塞
威廉·希利·戈塞（William Sealy Gosset，1876年6月13日—1937年10月16日）是一位英國化學家、數學家與統計學家，以筆名「司徒頓」（Student）著名，是小样本理论研究的先驱，統計學上最常使用的司徒頓t分布與司徒頓t檢定即為他所發明。

## 生平与研究

### 早年经历
戈塞出生于英国肯特郡坎特伯雷市，求学于曼彻斯特学院和牛津大学，主要学习化学和数学。1899年，戈塞毕业后进入都柏林的A.吉尼斯父子酿酒厂从事实验和数据分析工作，在那里他可得到一大堆有关酿造方法、原料特性和成品质量之间关系的统计数据。提高大麦质量的重要性最终促使他研究农田试验计划，并于1904年写成第一篇报告《误差法则应用》。

### 统计学研究
在戈塞之前，统计学的数据一般都是大量的，所用的方法多以中心极限定理为依据，归结为正态，当时统计界的权威K.皮尔逊就认为正态分布是上帝赐给人们唯一正确的分布。但到了20世纪初，受人工控制的实验条件下所得数据的统计分析问题日渐引人注意，此时的数据量一般不大，故仅依赖于中心极限定理的传统方法开始受到质疑，戈塞和费希尔即为这个方向的先驱。
由于戈塞接触的样本容量都比较小，只有四五个，通过大量实验数据的积累，戈塞发现{\displaystyle t={\sqrt {n}}({\bar {x}}-\mu )/s}的分布与传统的标准正态分布不同，特别是尾部概率相差较大。由此，戈塞怀疑是否有另一个分布族存在，但他的统计学功底不足以解决他发现的问题，于是戈塞于1906至1907年到K.皮尔逊那里学习统计学，并着重研究少量数据的统计分析问题。

### 显著成就
1908年他在Biometrika杂志上以笔名Student（即司徒顿，因工厂不允许其发表论文）发表了使他名垂统计史册的论文：均值的或然误差（The Probable Error of a Mean）。在这篇文章中，他提出了t分布的存在，打破了正态分布一统天下的局面，开创了小样本统计推断的新纪元，在统计学史上具有划时代的意义。